# Desa Buniwangi (administrativ by i Indonesien, lat -6,95, long 106,57)
Desa Buniwangi är en administrativ by i Indonesien.   Den ligger i provinsen Jawa Barat, i den västra delen av landet, 90 km söder om huvudstaden Jakarta.